# Pályám emlékezete
A Pályám emlékezete Kazinczy Ferenc önéletrajzi műve, a Fogságom naplójával együtt a 19. századi magyar emlékirat-irodalom kiemelkedő alkotása. A könyv az író életútjának nagyobbik részét, a születéstől az 1804. évi házasságkötésig terjedő évek eseményeit, élményeit foglalja magában.

## Keletkezése
A Pályám emlékezete címen közreadott önéletírásnak több szövegváltozata létezik, az író ugyanis az 1814-ben megkezdett munkát évekkel később folytatta, majd többször átdolgozta, illetve újraírta. Kéziratai jelentős részének később nyoma veszett.
Életének eseményeiről feljegyzéseket készített, naplót vezetett, barátainak írt leveleiben is gyakran beszámolt; ezeket később felhasználta önéletrajza összeállításánál. Leveleit választékos stílus jellemzi, de azokat többnyire nem a nyilvánosságnak szánta. Pályájának elején eredeti művek írása helyett főként értékes idegen nyelvű művek magyarra fordítását tartotta feladatának, („Jót s jól”); a fordítással a nyelvet kívánta alkalmassá tenni új eszmék, új irodalmi formák befogadására és az irodalmi ízlés alakítását kívánta szolgálni.
Eredeti prózai művek írásának szándéka az 1810-es évekre érlelődött meg benne, és erre ösztönözte őt két fiatalabb pályatársa, Szemere Pál és Kölcsey Ferenc is. 1816. évi   erdélyi utazásának élményeit Erdélyi levelek címen írta meg, ezt a gyűjteményét maga Kazinczy is már eredeti műnek tartotta. Első nagyobb terjedelmű önéletírását szintén 1817-re állította össze, majd 1823-ban egy másikat írt, melyben 1785-ig vázolta fel élettörténetét.
Nyomtatásban először Vörösmarty Tudományos Gyűjtemény című folyóiratának 1828. évi számaiban jelent meg önéletírása. Ez a változat már a Pályám emlékezete címet viselte és 1792-ig, tehát csaknem fogsága évéig terjedt. A megjelenés után az immár 70. évén túljutó író még „négy ízben írta át és tovább e művet élete hátralévő pár esztendejében”.

## Rövid áttekintés
45 évet átfogó emlékiratában Kazinczy az eseményeket négy nagyobb részre, könyv-re osztva beszéli el. Mindegyik könyv több szak-ból áll, melyek általában további kisebb, sorszámokkal jelölt szövegrészekre tagolódnak; a sorszámozás minden könyv-ben elölről kezdődik. Egy szak hol egyetlen, hol pedig több év eseményeit, élményeit öleli fel.

### Első könyv
- 1759–1783

Az első könyv két szakból áll. Az első szak húsz évet, a kisgyermekkortól a sárospataki tanulmányok befejeztéig tartó időszakot fogja át. (1759. október 27. – 1779. július 15.) Megemlékezik a nagyszülőkről, visszatekint gyermekkorára, otthoni és sárospataki tanulóéveire, tanáraira, első irodalmi próbálkozásaira; látjuk, amint még pataki diákként, első pesti és bécsi utazása idején kitárul előtte a világ.
A második szak a joggyakorlat éveiről ad vázlatos áttekintést. Főbb helyszínei Kassa (1779. szeptemberétől), Eperjes (1781 januárjától) és főként Pest (1782), illetve egy rövid látogatás Tarnaörsön, Orczy Lőrincnél. Kassán felvillan Baróti Szabó Dávid alakja és Ráth Mátyásé, aki „elkezdé a magyar újságlevelek kiadását”, „nemzetünknek… igazi Prometheusa”.

### Második könyv
- 1784–1794

Kazinczy ekkor évekig különféle állásokat töltött be, 1791-ig több megye iskoláinak tanfelügyelője volt. Az emlékiratnak ez a leghosszabb része hét szakra tagolódik. Elmondja szellemi fejlődésének, íróvá érlelődésének egyes állomásait, találkozásait nevesebb írótársaival, korának befolyásos személyiségeivel. Hol színesen, részletezőn írja le alakjait, környezetüket és jellemüket, hol csak néhány vonással, de rendkívül szemléletesen rajzolja meg portréit, élethelyzeteit. Horváth Ádám például: „Féllábon állva öntögeté irgalmatlan verseit, … magyarsága bajszos, csombókos magyarság volt. ” (299. oldal); egy dán festő: „kisded, barna, mívelt lelkű ember, s édes, mint a méz” (335. oldal.)
Tájak, városok, helyzetrajzok, szereplők váltakoznak, és általuk megelevenedik a századvég kora, társadalmi élete. Közben a szerző az irodalmi ízlésről és kedvenc témájáról, a szövegfordításról is kifejti nézeteit, II. József halála kapcsán pedig – óvatosan és távolságtartón – a „francia revolúció”-ról is: „De azért, hogy e történeteket részvétellel nézénk, senki nem felejté, hogy irtóztatóbb csapás, mint egy revolúció, a hont nem érheté, és hogy dőlő és döntött épület körül forogni nem tanácsos; senki nem óhajtá, hogy a miénk is dőljön és döntessék.” (327. oldal.)
Kazinczy a művészetek és az irodalom nagy barátja: rajong kedves német és francia íróiért; érdekli az építészet és a kertművészet; látjuk őt fiatalon teátrumban ülve, amint Ráday magyarázza neki a hármas egységet, vagy évekkel később egy másik teátrumban, II. József jelenlétében; napokra könyvtárakba zárkózva olvas; többször megcsodálja és jól ismeri a bécsi Belvedere képgyűjteményeit, de a fegyverházat „soha nem. Borzad lelkem a gyilkos szerek látásától, mégha védelmül szolgáltatnak is.” (282. oldal.)
A tíz év leírása egy váratlan pillanatképpel és befejezetlen mondattal zárul: anyja otthon korán lefeküdt, "De alig szunnyada el, midőn két szobaleánya, kiket szokatlan zaj és topogás vere fel...". Ismeretes, hogy ugyanezzel a jelenettel kezdődik a Fogságom naplója, az írót őrizetbe veszik.

### Harmadik könyv
- 1795–1801

A harmadik könyv négy szakában Kazinczy fogságban töltött hat és fél évét (1794. december 14. – 1801. június 28.) vázolja fel, vagy inkább hidalja át. Fogságról ugyanis nem ír, szenvedései, börtönei, bírái és fogvatartói szóba sem kerülnek. Többnyire útiélményeiből villant fel részleteket, és csak az élettörténetét vagy a Fogságom naplójá-t ismerő olvasó tudja, hogy milyen „utazás”-ról is van szó. Bár a szövegbe homályos utalásokat rejt el: Brünnből elindulnak „negyvenöt hónap után megint csillagos ég alatt!”, Tokajban testvére „hat év után” alig ismeri meg. Nyilvánvaló, hogy erre a kihagyásos, homályos beszédre a cenzúra miatt kényszerült.
Az útiélmények között érzékletes tájleírásokat, eleven és élményszerű életképeket kapunk, ilyen például a tiroli völgy képe, a bécsi piacra árut szállító madarász vagy „egy asszonyság… ángoly paripáján, pipacsszín lovaglóruhájában”. Magyar tájon, de Munkács nevének említése nélkül ér véget a 2387 napi, sokat sejtetőn „hányattatás”-nak nevezett fogság története.

### Negyedik könyv
- 1801–1804

A negyedik könyv, az elsőhöz hasonlóan, két szakból áll, benne a fogságot követő közel három és fél év eseményeiről van szó. Hazaérve az író végiglátogatja testvéreit, barátait, majd anyjával Pestre megy. Megismerkedik Horvát Istvánnal és Vitkovics Mihállyal, az ismeretlenek iránti gyanakvását gyorsan sikerül leküzdenie. Tatán a parkra kíváncsi, ám közben kocsija felborul, és ő megsebesül. Felidézi Báróczi Sándornál töltött bécsi napjait, majd hosszabban időz Vay Miklós alakjánál, aki Angliából ekét, vetőmagokat és „a fonószer modelljét ellopta”. A könyv Török Sophie és az író, Kazinczy Ferenc házasságkötésének leírásával zárul. (1804. november 11.)

## Kiadásai
Kazinczy életében önéletírása csak egy alkalommal jelent meg (Tudományos Gyűjtemény, 1828), folytatásokban; ez csak 1792-ig terjed. A megjelenés után folytatta,  többször átdolgozta és még két héttel halála előtt is dolgozott rajta. A Pályám emlékezete fontosabb kiadásai:
- Abafi Lajos Kazinczy Ferenc összes munkái című sorozatának III. kötete (1879)
- Váczy János (1903)

Ezek más-más kézirat alapján készültek és szövegük nem azonos. A mű későbbi kiadásai vagy az 1879-es, vagy az 1903-as alapkiadás szövegét használták fel.
- Orosz László (1956), Magvető Kiadó, Magyar Könyvtár sorozat
- Szauder József (1960), Magyar Klasszikusok sorozat
- Szauder Mária [=Szauder Józsefné] Kazinczy Ferenc művei I. (1979)  (209-418. oldal) Magyar Remekírók sorozat (Az 1960-as kiadás alapján)
- Orosz László (1993), Magyar Hírlap–Maecenas Kiadó  (Az 1956-os kiadás alapján)
- Orbán László (2009), Debreceni Egyetemi Kiadó (Kazinczy Ferenc művei : Első osztály : Eredeti művek) (Kritikai kiadás : ISBN 978-963-473-298-3)

Kazinczy műveinek kritikai kiadása ezzel a kötettel indult el.